# Aleksandr Ljovsjin
Aleksandr Ivanovitj Ljovsjin (ibland Aleksandr Lëvsin, ryska: Александр Иванович Левшин), född 1 mars 1899 i Tambov, död i november 1982, var en sovjetisk skådespelare och regiassistent som medverkade i bland annat Pansarkryssaren Potemkin.

## Filmografi (filmer som haft svensk premiär)
- 1925 - Pansarkryssaren Potemkin - ung officer på däck (även regiassistent)
- 1925 - Strejken - medlem av strejkkommittén, förrädare (även regiassistent)